# 도미노 효과

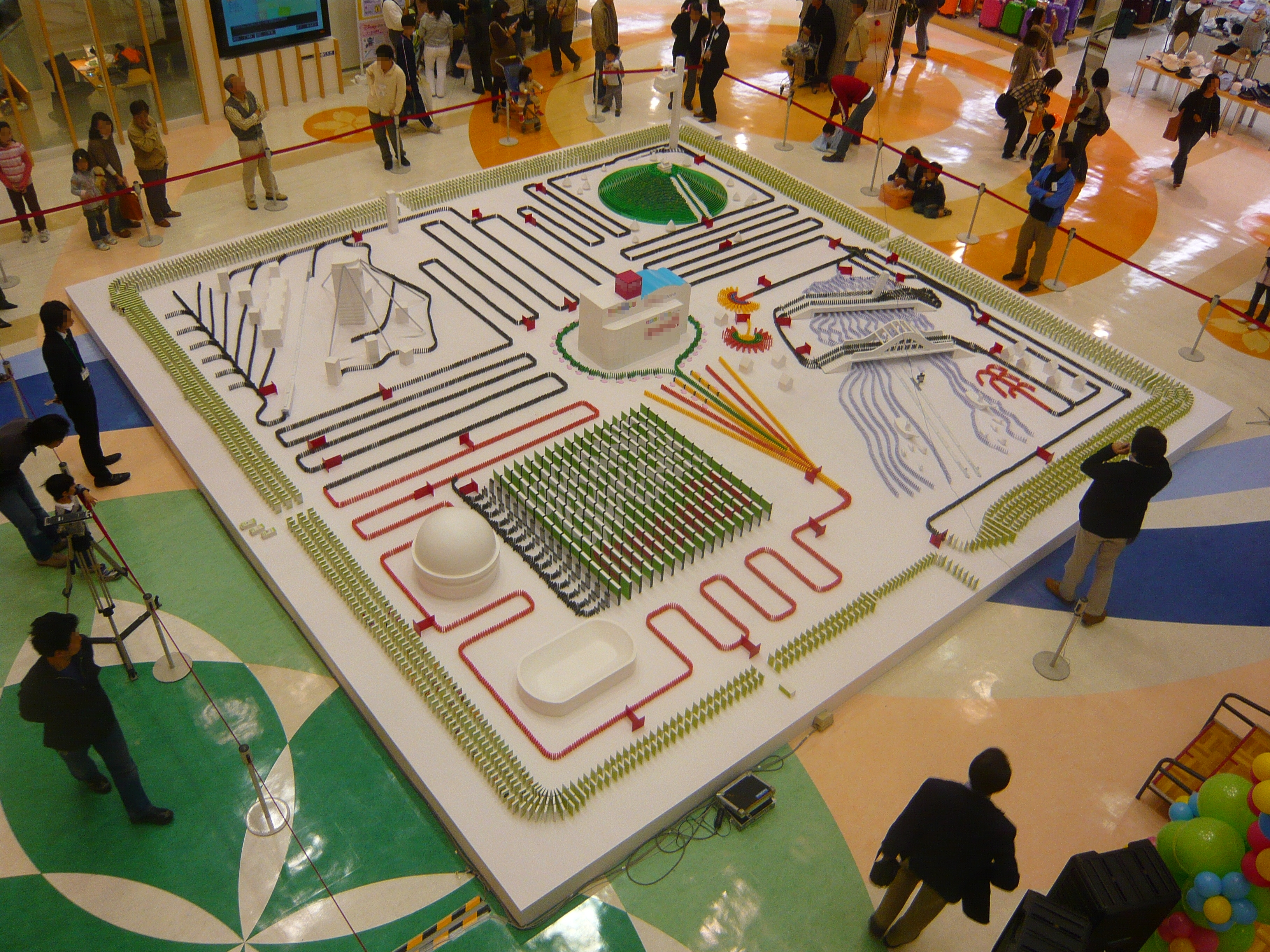
도미노 효과를 이용한 이벤트.

도미노 효과( - 效果, 영어: domino effect)는 한 사건이 유사한 사건의 사슬을 시작할 때 생성되는 효과이다. 일반적으로 이 용어는 연속되는 사건들 사이의 시간이 비교적 짧은 연결된 사건들의 연속을 나타낸다. 이 용어는 사건들의 진행이 불가피하거나 발생할 가능성이 높다는 것을 의미하거나, 반대로 이벤트가 불가능하거나 발생할 가능성이 거의 없음을 의미한다. 

## 시각화
도미노 효과는 작은 간격을 두고 한 줄의 도미노를 바로 세워 쉽게 시각화 할 수 있다. 첫 번째 도미노를 밀면 다음 도미노가 넘어져 각 도미노의 무너짐이 바로 앞의 도미노에 의해 유발되는 사슬이 생긴다. 이때 체인 길이에 관계없이 효과는 동일하다. 이 연쇄 반응에 사용된 위치 에너지는 도미노가 준안정 상태에 있기 때문에 도미노의 잠재적인 에너지이다. 첫번째 도미노가 넘어지면 넘어짐에 의해 전달되는 에너지는 다음 도미노를 넘어뜨리는 데에 필요한 에너지보다 크다. 
도미노 효과는 루브 골드버그 장치에서 이용되기도 한다. 

## 대중 문화
- 도미노 데이(Domino Day) – 세계에서 가장 많은 수의 도미노를 무너뜨리려던 시도를 하던 네덜란드의 방송 프로그램

## 같이 보기
- 인과관계
  - 파급 효과
  - 루브 골드버그 장치
- 관련 물리 이론
  - 나비 효과
  - 인과관계
  - 연쇄반응
  - 눈덩이 효과
- 관련 수학 이론
  - 수학적 귀납법
- 관련 정치 이론
  - 도미노 이론
- 관련 사회학 이론
  - 옮겨 말하기
  - 모방 범죄

## 추가 자료
- Impact Mechanics, WJ Stronge, Cambridge University Press, 2004, ISBN 0-521-60289-0   , ISBN 978-0-521-60289-1